# AIM-54 Phoenix
O AIM-54 Phoenix foi o míssil usado pela Marinha Norte-Americana, para defesa aérea da frota, contra ataques de bombardeiros estratégicos da ex União Soviética usando mísseis de cruzeiro. retirado do inventário da US Navy no dia 4 de setembro de 2004, era considerado o míssil ar-ar mais sofisticado e com maior raio de ação de sua época. Unicamente operado pelo F-14 Tomcat, faz parte do sistema de armas composto pelo radar Hughes AN/AWG-9 e respectivo controlo de fogo AWG-17, capaz de rastrear 24 alvos e simultaneamente disparar e orientar contra seis.

## Origens e desenvolvimento
Baseado na tecnologia usada no amplamente testado AIM-47 Falcon e no radar AN/ASG-18, binómio que se destinava a equipar o não produzido YF-12, foi inicialmente designado pela US Navy AAM-N-11 e renomeado AIM-54A em Junho de 1963.

O primeiro protótipo designado XAIM-54A voou pela primeira vez em 1965, lançado de um A-3 Skywarrior dando início aos testes de desenvolvimento, um ano após em Setembro de 1966 faz a sua primeira intercepção com sucesso. Em 1969 o binómio composto pelo radar Hughes AN/AWG-9 e respectivo controlo de fogo AWG-17, era já capaz de lançar dois mísseis simultaneamente contra dois alvos distintos voando a altitudes e velocidades diferentes.
Destinado a equipar o caça táctico F-111B para a Marinha dos Estados Unidos entretanto cancelado, foi escolhido como arma principal do Grumman F-14 Tomcat porque oferecia um aumento impressionante de capacidade operacional, comparado com os restantes mísseis do arsenal Norte-Americano à época.

Os primeiros mísseis de produção final foram entregues durante 1973, antecipando o sua primeira implementação conjuntamente com o primeiro esquadrão de F-14 a bordo do USS Enterprise (CVN-65) no ano seguinte. Ainda em 1973 um teste efectuado já com o F-14 Tomcat como plataforma lançadora e usando um míssil com cabeça inerte, contra um alvo usando contra medidas electrónicas (ECM) e que no momento do disparo se situava a 204 km de distância, o míssil Phoenix subiu até aos 30 500 metros dirigindo-se para o alvo, que ultrapassou a uma distância letal para o derrubar.

## Uso operacional
Nas diversas ações de combate em que F-14 da US Navy foram envolvidos e obtiveram vitórias em combate aéreo, nunca utilizaram o AIM-54 Phoenix. Excepção feita ao uso de um par de misseis AIM-54C contra dois MIG-25 Foxbat Iraquianos, quando tentaram invadir a zona de exclusão aérea no Sul do Iraque no dia 5 de Janeiro de 1999, disparados por F-14D do esquadrão VF-213 os quais falharam por estarem no limite do alcance e os Mig na situação de retirada a alta velocidade.

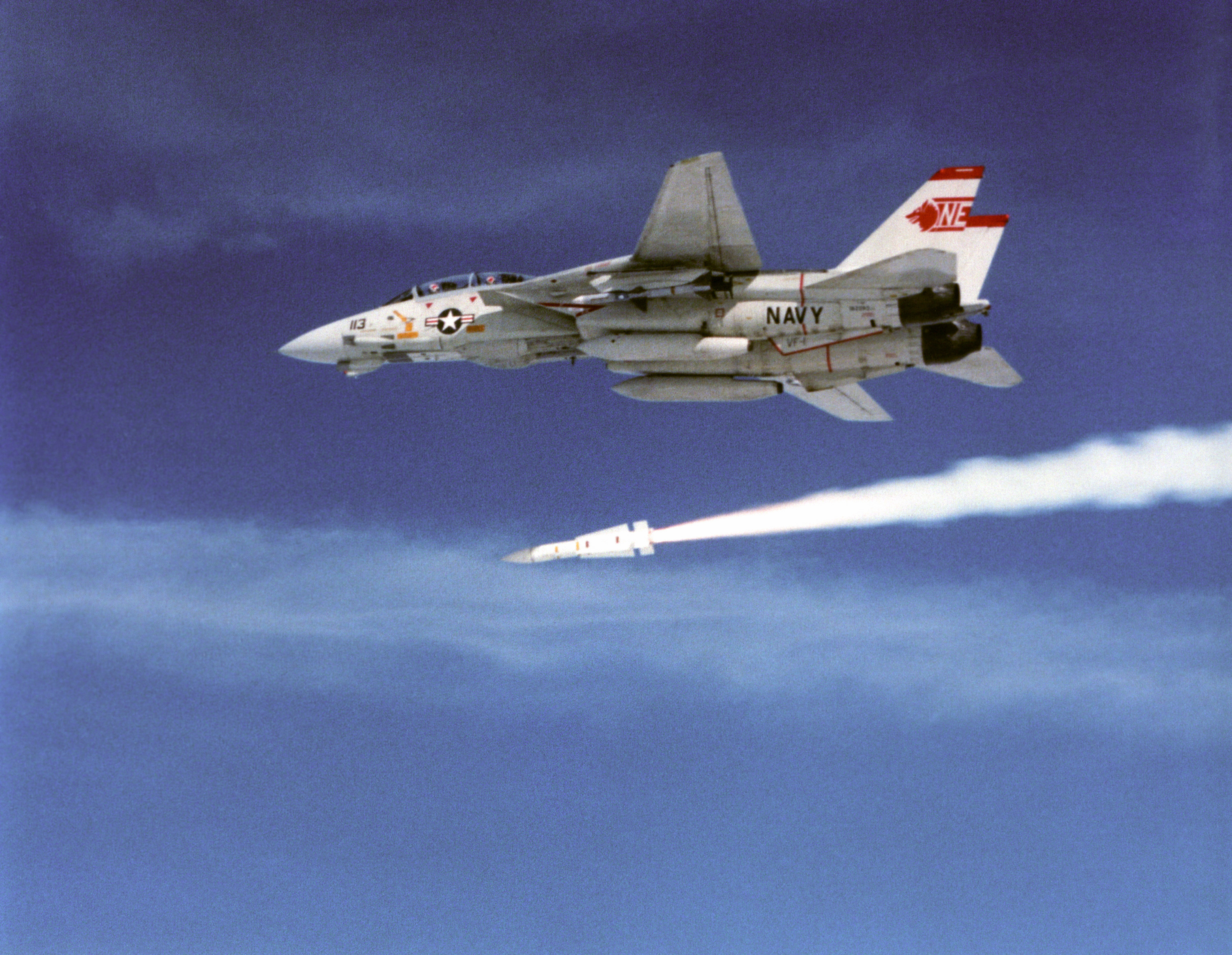
Lançamento de um Phoenix

Ao serviço da Força Aérea da República Islâmica do Irão, sabe-se que foram usados para impedirem os MIG-25R Foxbat da ex União Soviética de reiteradamente violarem espaço aéreo nacional, os quais após uma demonstração em 1976, das capacidades do binómio F-14/AIM-54A junto à fronteira Soviética, abatendo drones adquiridos em Itália e que simulavam o MIG-25R Foxbat a grande altitude e velocidades supersónicas e ainda a  posterior iluminação de um Foxbat pelo radar AN/AWG-9 de um Tomcat durante o tempo necessário para ser abatido várias vezes, mas que foi deixado escapar numa atitude de boa vontade, abandonaram definitivamente as incursões em território Iraniano.

No período compreendido entre 14 de Setembro de 1980 e 24 de Março de 1988 estão referenciados os seguintes aviões todos eles Iraquianos atingidos por mísseis AIM-54A Iranianos:
- Mirage F1 EQ/EQ5

Dos 13 aviões atingidos, um conseguiu regressar apesar de danificado e dois são reclamados como abatidos, mas não confirmados.
- MiG-23MF/BN/MLA

Atingidas 13 aeronaves, uma das quais alcançou solo Iraquiano bastante danificada.
- MiG-21BIS/MF/RF/MS

Abatidos 12 unidades uma delas não confirmada.
- MiG-25RB/PD/RBS

11 Foxbat abatidos um dos quais conseguiu regressar mas despenhou-se antes de alcançar a base.
- Tupolev TU-22B

Abatidos cinco exemplares.
- Su-22M/M-3K/SU-20M

Abatidas 4 aeronaves, mais três SU-20, (basicamente são idênticos).
- Dassault-Breguet Super Étendard

Três aeronaves reclamadas como abatidas, mas apenas uma confirmada.
- MIG-27

Duas aeronaves abatidas.
- Foram ainda abatidos mais 10 aviões/helicópteros não devidamente identificados.

## Variantes

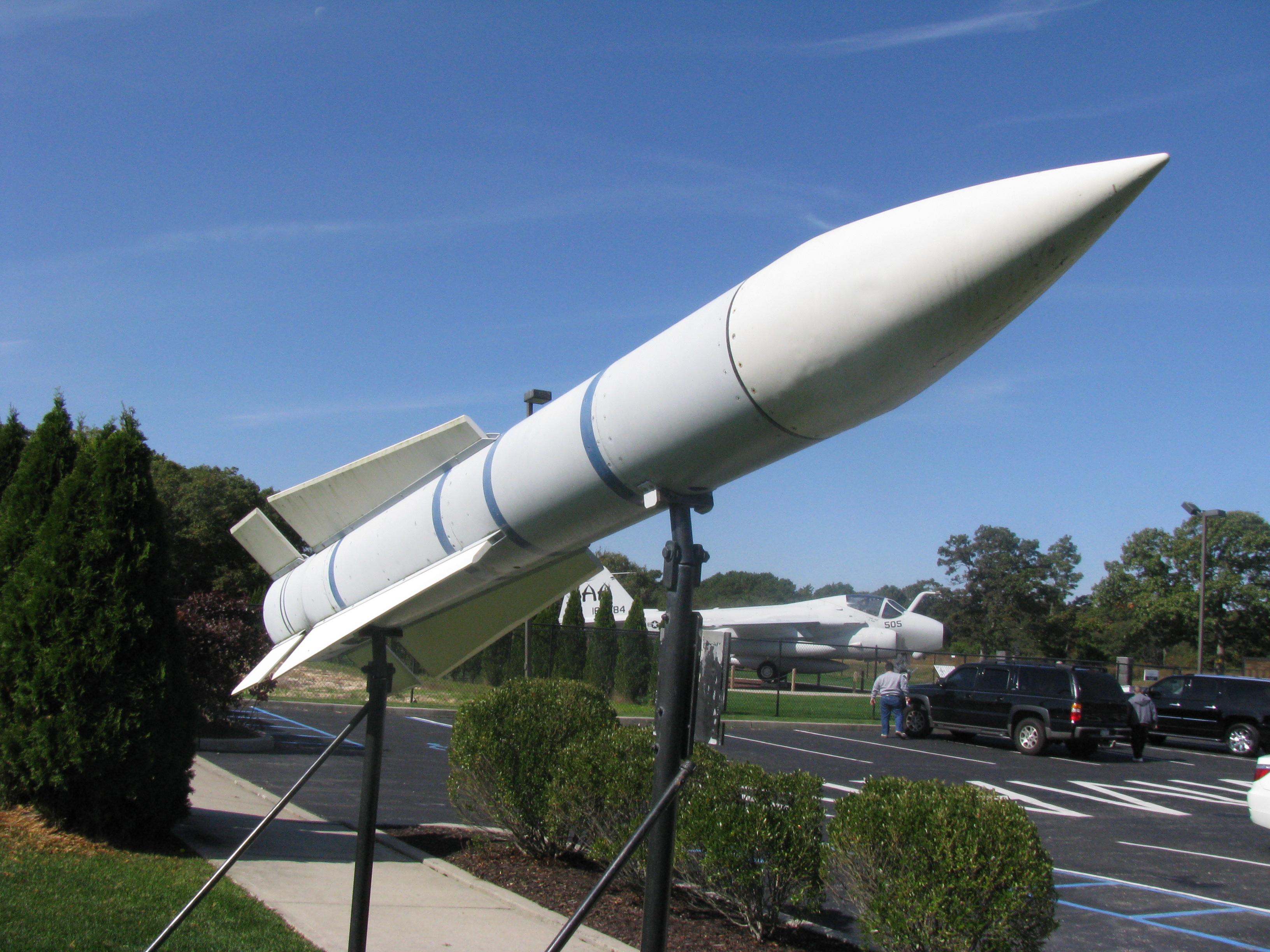
AIM-54A exposto nas instalações da Hughes.

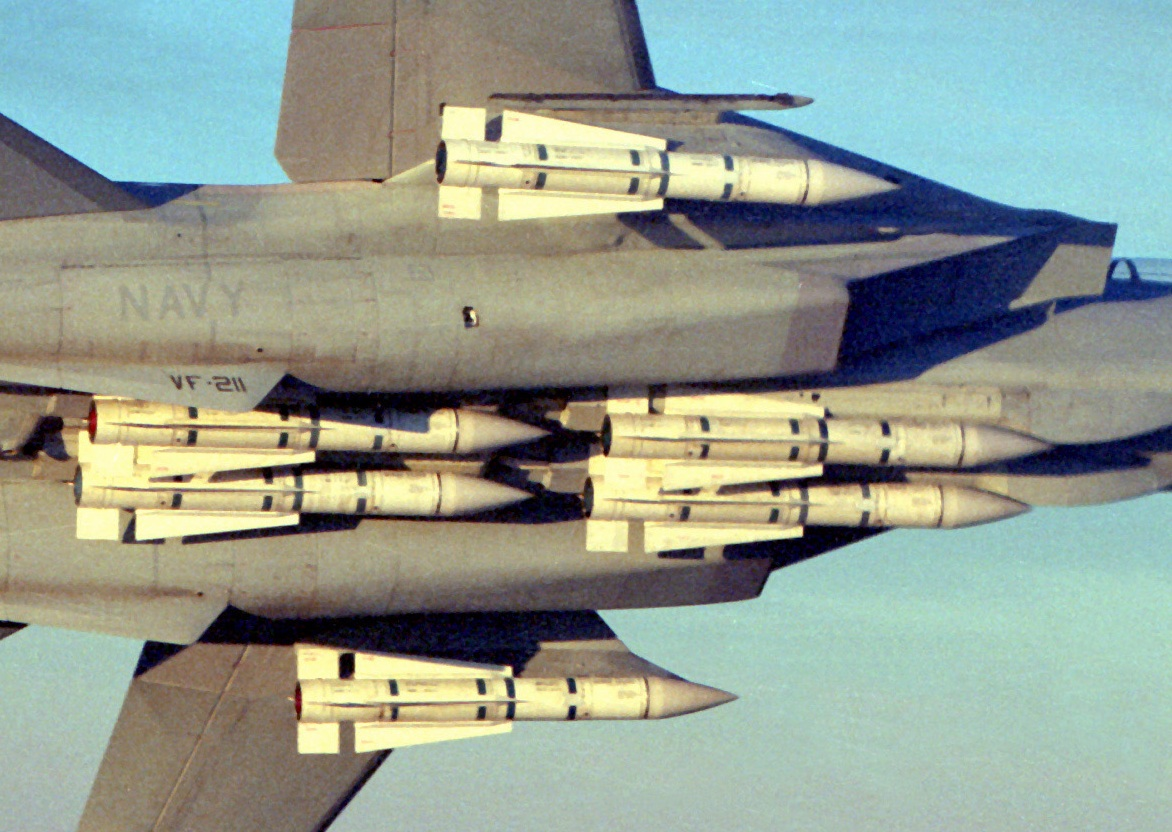
F-14 da US Navy equipado com seis AIM-54 Phoenix

compilação de dados
- AAM-N-11

Designação inicial dada ao AIM-54A.
- XAIM-54C

Designação dada aos protótipos do AIM-54A.
- AIM-54A

Primeira versão de produção final. Início dos testes de voo em 1965 alcança capacidade operacional em 1974, a produção terminou em 1980, após mais de 2 500 exemplares construídos.
- AIM-54B

Versão nunca produzida segundo algumas fontes, segundo outras trata-se de uma sub variante da versão A e produzida em quantidades diminutas.
- YAIM-54C

Designação dada aos protótipos do AIM-54C.
- AIM-54C

Segunda versão de produção final, iniciou os primeiros testes de voo em 1980 e atingiu capacidade operacional em Dezembro de 1986. O primeiro voo de um AIM-54C produzido pela Raytheon ocorreu em 6 de Junho de 1989. Muito melhorada em relação à versão inicial possui mais resistência às contra mediadas electrónicas, incorpora um processador de sinal totalmente digitalizado, tal como o piloto automático, foi ainda introduzido numa fase posterior (1988), um compensador de temperatura obviando a necessidade de injeção de líquido refrigerador, esta última actualização, por ser oficialmente apelidada de sealed (selada) é erradamente designada por algumas fontes AIM-54C+.
- AIM-54C+

Também designado Phoenix Point Defense Missile System (PDMS), não foi produzido.
- ATM-54C

Destinado a exercícios de tiro.
- CATM-54C

Versão não passiva de lançamento, para exercícios de aquisição de alvos.
- AEM-54C

Versão destinada a testes de evolução com electrónica dedicada de telemetria.
- DATM-54A

Versão destinada a treino de manutenção.

## Utilizadores
Estados Unidos
- A Marinha Americana adquiriu mais de 5 mil exemplares de todas as versões (A,C), em 1990 todos os mísseis com capacidade operacional eram da versão C, os quais foram retirados em 2004, ainda que o F-14 só tenha sido aposentado em 2006. É suposto todos os mísseis (A,C) estarem na condição de armazenados.[3]

 Irão
- O Irão inicialmente encomendou 424 AIM-54A em Janeiro de 1974 e em Junho desse mesmo ano fez uma encomenda adicional de mais 290 exemplares para uso dos seus 80 F-14 encomendados.[nota 3] No entanto apenas 284 foram entregues, mais dez inertes para missões de treino, os restantes foram embargados pela eclosão da revolução Islâmica e subsequente crise dos reféns Americanos. Quando os técnicos Americanos abandonaram o país conseguiram ainda sabotar 16 mísseis. Especula-se que em 1996 já não havia AIM-54A operacionais, ou por se terem esgotado ou por terem ficados inoperacionais devido a deficiente manutenção.[10]

## Especificações comparativas
|                 | AIM-54A                           | AIM-54C                           |
| Comprimento     | 4,01 m                            | 4,01 m                            |
| Envergadura     | 92,5 cm                           | 92,5 cm                           |
| Diâmetro        | 38,1 cm                           | 38,1 cm                           |
| Peso            | 453 kg                            | 462 kg                            |
| Velocidade      | Mach 4,3                          | Mach 5                            |
| Tecto           | 24 800 m                          | 30 500 m                          |
| Alcance         | 130 km                            | 204 km                            |
| Propulsão       | Rocketdyne MK 47 ou Aerojet MK 60 | Rocketdyne MK 47 ou Aerojet MK 60 |
| Carga explosiva | 60 kg de expansão contínua        | 60 kg de fragmentação controlada  |